# Aconitum nemorum
Aconitum nemorum är en ranunkelväxtart. Aconitum nemorum ingår i släktet stormhattar, och familjen ranunkelväxter.

## Underarter
Arten delas in i följande underarter:
- A. n. nemorum
- A. n. saposhnikovii